# Liste der Kulturdenkmale in Garding
In der Liste der Kulturdenkmale in Garding sind alle Kulturdenkmale der schleswig-holsteinischen Gemeinde Garding (Kreis Nordfriesland) aufgelistet (Stand: 10. März 2025).

## Legende
In den Spalten befinden sich folgende Informationen:
- Objekt-ID: die Nummer des Kulturdenkmales
- Lage: die Adresse des Kulturdenkmales und die geographischen Koordinaten. Kartenansicht, um Koordinaten zu setzen. In der Kartenansicht sind Kulturdenkmale ohne Koordinaten mit einem roten Marker dargestellt und können in der Karte gesetzt werden. Kulturdenkmale ohne Bild sind mit einem blauen Marker gekennzeichnet, Kulturdenkmale mit Bild mit einem grünen Marker.
- Offizielle Bezeichnung: Bezeichnung des Kulturdenkmales
- Beschreibung: die Beschreibung des Kulturdenkmales
- Bild: ein Bild des Kulturdenkmales

## Sachgesamtheiten
| Objekt-ID      | Lage                                         | Offizielle Bezeichnung               | Beschreibung | Bild                             |
| -------------- | -------------------------------------------- | ------------------------------------ | --- | -------------------------------- |
| 52818          | Enge Straße 13 (54° 19′ 46″ N, 8° 46′ 51″ O) | Wohn- und Geschäftshaus mit Speicher | Wohn- und Geschäftshaus mit Speicher; Ende 19. Jh., um 1900; zweigeschossiger, traufständiger Putzbau mit Mansarddach, Fassade mit historistischer Gestaltung, Rückflügel und Speicher Begründung: geschichtlich, künstlerisch, städtebaulich Schutzumfang: Wohn- und Geschäftshaus, Speicher | BW                               |
| 51162          | Marienstraße (54° 19′ 51″ N, 8° 46′ 49″ O)   | Alter Friedhof Garding               | Alter Friedhof Garding; 1843 angelegt; rechteckige Friedhofsfläche mit südlicher und östlicher Randallee und mittlerer Lindenallee, an der Ostseite Eingangstor mit Drehkreuz, diverse historische Grabmale, im Nordteil Ehrenmalanlage beider Weltkriege mit Findlingen und Säuleneichen sowie transloziertes Kriegerdenkmal 1848–51 und 1870–71 - Begründung: geschichtlich, künstlerisch, städtebaulich - Schutzumfang: Friedhof mit Gitter mit Drehkreuz, Alt-Lindenreihe mit Rosskastanien, Friedhofsallee (Linden), Ehrenmalanlage beider Weltkriege mit Findlingen und Säuleneichen, Baumkranz, Historische Grabmale; Kriegerdenkmal 1848–51 u. 1870–71 | BW                               |
| 40614 Wikidata | Markt 4, 6, 28 (54° 19′ 46″ N, 8° 46′ 44″ O) | Kirche St. Christian                 | Kirche St. Christian; Ensemble bestehend aus Kirche, kreuzförmiger Backsteinbau des 12.-19. Jhs. mit reicher Ausstattung des 15. bis 18. Jhs., auf ovalem Kirchhof sowie altem Diakonat, eingeschossiger giebelständiger Backsteinbau von 1572, und ehem. Pastorat, traufständiger Backsteinbau von 1929/30 - Begründung: geschichtlich, künstlerisch, städtebaulich, Kulturlandschaft prägend - Schutzumfang: Kirche St. Christian mit Ausstattung, Kirchhof (Markt 28); ehem. Pastorat (Markt 4), Altes Diakonat (Markt 6) | weitere Fotos \| Fotos hochladen |

## Bauliche Anlagen
| Objekt-ID     | Lage                                                | Offizielle Bezeichnung               | Beschreibung | Bild            |
| ------------- | --------------------------------------------------- | ------------------------------------ | --- | --------------- |
| 32698         | Bahnhofstraße 1 (54° 19′ 41″ N, 8° 47′ 0″ O)        | Wohnhaus                             | Wohnhaus; um 1900; eingeschossiger Putz- und Backsteinbau in Ecklage mit komplexer Dachlandschaft, durch Risalite, Eingangsvorbau, Wintergarten und Eck-Standerker gegliedert, Fassade z. T. ziegelsichtig, sonst verputzt mit wellenförmigem Zierband - Begründung: geschichtlich, städtebaulich - Schutzumfang: gesamtes Objekt - Denkmaltyp: Bauliche Anlage | BW              |
| 4383          | Enge Straße 4 (54° 19′ 45″ N, 8° 46′ 49″ O)         | ehem. Landschreiberei                | ehem. Landschreiberei; im Kern 17./18. Jh.; 1867-1959 Amtsgericht; eingeschossiger, giebelständiger Backsteinbau unter Satteldach, Fassade mit Sandsteinbändern und Blendbögen im Giebel gegliedert - Begründung: geschichtlich, städtebaulich - Schutzumfang: gesamtes Objekt - Denkmaltyp: Bauliche Anlage | BW              |
| 40320         | Enge Straße 13 (54° 19′ 46″ N, 8° 46′ 51″ O)        | Wohn- und Geschäftshaus              | Wohn- und Geschäftshaus; wohl im letzten Drittel des Ende 19. Jhs. errichtet und um 1900 rückwärtig erweitert; zweigeschossiger, traufständiger Putzbau mit Mansarddach, Fassade mit bauzeitlicher Schaufensterzone, Konsolfries und Blendbalustrade an der Traufe, Rückflügel - Begründung: geschichtlich, künstlerisch, städtebaulich - Schutzumfang: gesamtes Objekt - Denkmaltyp: Bauliche Anlage, Sachgesamtheit: Wohn- und Geschäftshaus mit Speicher | BW              |
| 2961 Wikidata | Enge Straße 22 (54° 19′ 46″ N, 8° 46′ 54″ O)        | ehem. „Gasthaus zur Börse“           | Alteintragung (Aktualisierung vorgesehen) - Begründung: Alteintragung (Aktualisierung vorgesehen) - Schutzumfang: Alteintragung (Aktualisierung vorgesehen) - Denkmaltyp: Bauliche Anlage | BW              |
| 32703         | Fischerstraße 18 (54° 19′ 42″ N, 8° 46′ 41″ O)      | Wohnhaus                             | Wohnhaus; um 1900; eingeschossiger, traufständiger Backsteinbau unter Satteldach mit Zwerchgiebel, Straßenfassade verputzt mit Eckbossen und profilierten Tür- und Fensterrahmungen mit abgerundeten Ecken, bauzeitliche Tür und Fenster mit verzierten Rahmungen und Pfosten - Begründung: geschichtlich, städtebaulich - Schutzumfang: gesamtes Objekt - Denkmaltyp: Bauliche Anlage | BW              |
| 4379 Wikidata | Hahneburg 1 (54° 19′ 58″ N, 8° 46′ 58″ O)           | Wohnhaus (Gasthof Hahneburg)         | sog. Hahneburg; 1848; ehem. Beamtenwohnsitz des Pfennigmeisters, nördlich des Stadtkerns, exponiert auf Anhöhe gelegener, zweigeschossiger Backsteinbau mit Halbwalmdach, Ziegelfassade mit Gurt und Traufgesims; bauzeitliche Innenausstattung - Begründung: geschichtlich, wissenschaftlich, städtebaulich - Schutzumfang: gesamtes Objekt - Denkmaltyp: Bauliche Anlage | Fotos hochladen |
| 4385          | Marienstraße 12 (54° 19′ 51″ N, 8° 46′ 52″ O)       | Elektrizitätswerk                    | Elektrizitätswerk; 1901; gestaffelter Backsteinbaukörper, ein- bis zweigeschossig unter Sattel- und Pultdach, Hauptgiebel mit Zinnenbekrönung und Treppenfries, Segmentbogenfenster mit Schlusssteinen - Begründung: geschichtlich, städtebaulich, technisch - Schutzumfang: gesamtes Objekt - Denkmaltyp: Bauliche Anlage | Fotos hochladen |
| 32715         | Marienstraße 16 (54° 19′ 53″ N, 8° 46′ 52″ O)       | ehem. Marienstift                    | ehem. Marienstift; 1897; zweigeschossiger Backsteinbau unter Walmdach, übergiebelter Mittelrisalit mit Blendgliederung, Zackenfries am Traufgesims, gleichmäßig gereihte Segmentbogenfenster - Begründung: geschichtlich, städtebaulich - Schutzumfang: gesamtes Äußeres - Denkmaltyp: Bauliche Anlage | BW              |
| 30805         | Marienstraße (54° 19′ 53″ N, 8° 46′ 49″ O)          | Kriegerdenkmal 1848–51 und 1870–71   | Kriegerdenkmal 1848–51 und 1870/71; 1907, Hermann Cornils; Granitstele mit Bronzerelief, Motiv: sterbender Soldat mit Standarte in den Armen eines Engels, darunter Inschriftenfeld mit Namen der Gefallenen - Begründung: geschichtlich, künstlerisch - Schutzumfang: gesamtes Objekt - Denkmaltyp: Bauliche Anlage, Sachgesamtheit: Alter Friedhof Garding | BW              |
| 40323         | Markt 3 (54° 19′ 44″ N, 8° 46′ 46″ O)               | Wohnhaus                             | Wohnhaus; 1930er Jahre; eingeschossiger, giebelständiger Backsteinbau unter Satteldach mit symmetrisch gegliederter Fassade, Giebel mit geschoßteilenden Zahnfriesen, Ziermauerankern und Mauerwerk im Sägezahnmotiv - Begründung: geschichtlich, städtebaulich - Schutzumfang: gesamtes Objekt - Denkmaltyp: Bauliche Anlage | BW              |
| 4380          | Markt 4 (54° 19′ 44″ N, 8° 46′ 46″ O)               | ehem. Pastorat                       | ehem. Pastorat; 1929/30; zweigeschossiger Backsteinbau mit eingeschossigem Anbau, Walmdach mit Aufschiebling, Ziegelbänder betonen Sockelzone, Hausecken und Türgewände, bauzeitliche Haustür mit Oberlicht - Begründung: geschichtlich, städtebaulich - Schutzumfang: gesamtes Objekt - Denkmaltyp: Bauliche Anlage, Sachgesamtheit: Kirche St. Christian | BW              |
| 4055 Wikidata | Markt 6 (54° 19′ 44″ N, 8° 46′ 45″ O)               | Altes Diakonat                       | Eines der ältesten Bürgerhäuser Gardings, 1572 erbaut, bis 1892 Wohnhaus des Diakons (zweiter Pastor). 1901 bis 1911 Privatschule. In diesem Haus wurde der deutsche Historiker Theodor Mommsen geboren. Seit 1969 genutzt als Gemeindehaus der ev. Kirchengemeinde. Das Haus ist ein eingeschossiger, giebelständiger geschlämmter Backsteinbau mit einem Satteldach. Fassade mit Gesims und Mauerankern, Doppelkeller mit Tonnengewölbe - Begründung: geschichtlich, städtebaulich - Schutzumfang: gesamtes Objekt - Denkmaltyp: Bauliche Anlage, Sachgesamtheit: Kirche St. Christian                                                  | Fotos hochladen |
| 40325         | Markt 26 (54° 19′ 47″ N, 8° 46′ 46″ O)              | ehem. Spritzenhaus                   | ehem. Spritzenhaus; 1908 erbaut, 1924 aufgestockt; zweigeschossiger Putz- und Backsteinbau unter Walmdach, Turm mit gestutztem Pyramidendach, Front mit drei großen ehem. Toreinfahrten - Begründung: geschichtlich, städtebaulich - Schutzumfang: gesamtes Objekt - Denkmaltyp: Bauliche Anlage | BW              |
| 40326         | Markt 27 (54° 19′ 46″ N, 8° 46′ 46″ O)              | ehem. Sparkasse                      | ehem. Sparkasse; 1936; zweigeschossiger Backsteinbau unter steilem Satteldach, Längsseite mit regelmäßigen Rechteckfenstern und Rundbogenportal, Giebelseite mit Blendbögen und Maueranker mit Jahreszahl - Begründung: geschichtlich, städtebaulich - Schutzumfang: gesamtes Objekt - Denkmaltyp: Bauliche Anlage | BW              |
| 3152          | Markt 28 (54° 19′ 46″ N, 8° 46′ 44″ O)              | Kirche St. Christian mit Ausstattung | Die St.-Christians-/St.-Bartholomäus-Kirche geht auf die 1117 errichtete einschiffige, kreuzförmige Backsteinkirche St. Christian zurück. mit Um- und Erweiterungsbauten des 13.-19. Jhs.; Backsteinbau über kreuzförmigem Grundriss unter schiefergedecktem Walmdach, polygonaler Chor mit Strebepfeilern, rechteckige Querhausarme, zweischiffiges Langhaus mit nachträglicher Wölbung, massiver Westturm; im Inneren Wandmalerei und Ausstattung des 15.-18. Jahrhunderts - Begründung: geschichtlich, künstlerisch, städtebaulich - Schutzumfang: gesamtes Objekt - Denkmaltyp: Bauliche Anlage, Sachgesamtheit: Kirche St. Christian | Fotos hochladen |
| 40330         | Osterende 1 (54° 19′ 47″ N, 8° 47′ 12″ O)           | Wohn- und Wirtschaftsgebäude         | Wohn- und Wirtschaftsgebäude; 1930er Jahre; eingeschossiger Halbwalmdachbau mit Satteldachanbau aus Backstein, symmetrisch gegliederte Südfassade mit Loggia und mittigem Zwerchgiebel, Fassade mit Ziermauerwerk, Inschrift und Baukeramik - Begründung: geschichtlich, Kulturlandschaft prägend - Schutzumfang: gesamtes Objekt - Denkmaltyp: Bauliche Anlage | BW              |
| 4390 Wikidata | Osterstraße 4 (54° 19′ 45″ N, 8° 46′ 55″ O)         | sog. Gasthof Holsteinischer Hof      | sog. Holsteiner Hof; Ende 19. Jh.; traufständiger zweigeschossiger Ziegelbau mit einhüftigem Satteldach und rückwärtigem Anbau, Vorderhaus mit mittigem Eisengitterbalkon, Dachgauben, Schieferdeckung und historistischer Gliederung - Begründung: geschichtlich, städtebaulich - Schutzumfang: gesamtes Äußeres - Denkmaltyp: Bauliche Anlage | BW              |
| 40334         | Osterstraße 16 (54° 19′ 45″ N, 8° 46′ 59″ O)        | ehem. Bürgerhaus                     | ehem. Bürgerhaus; im Kern 1603; zweigeschossiger, giebelständiger Backsteinbau unter pfannengedecktem Satteldach, dreigeschossiger Giebel, Fassade aus großformatigen Ziegeln mit Backsteinzierfriesen und -gliederung, bauzeitlicher Dachstuhl, Straßenfassade 20. Jh. - Begründung: geschichtlich, wissenschaftlich, städtebaulich - Schutzumfang: gesamtes Objekt - Denkmaltyp: Bauliche Anlage | BW              |
| 4393          | Osterstraße 56 (54° 19′ 46″ N, 8° 47′ 10″ O)        | ehem. Armenhaus                      | ehem. Armenhaus; 18. Jh.; langgestreckter, zur Straße giebelständiger eingeschossiger Backsteinbau unter Satteldach, Fassade mit Mauerankern, Türen der einzelnen Wohneinheiten an den Längsseiten - Begründung: geschichtlich, städtebaulich - Schutzumfang: gesamtes Objekt - Denkmaltyp: Bauliche Anlage | BW              |
| 37245         | Osterstraße 58 (54° 19′ 46″ N, 8° 47′ 10″ O)        | Wohnhaus                             | Wohnhaus; 2. H. 19. Jh.; breitgelagerter, giebelständiger Backsteinbau, zweigeschossig unter flachem Satteldach, fialenbekrönter Ziergiebel, Fassade mit Segmentbogenfenstern, Mauerankern und zwei Eingängen - Begründung: geschichtlich, städtebaulich - Schutzumfang: gesamtes Objekt - Denkmaltyp: Bauliche Anlage | BW              |
| 4388          | Stockschliessergang 1 (54° 19′ 46″ N, 8° 46′ 53″ O) | sog. Tetenshaus                      | sog. Tetenshaus; ca. 1894, Bauherr J.M. Tetens; zweigeschossiger gelber Klinkerbau unter Mansardflachdach, Segment- und Rundbogenfenster, Fassade mit farbigem Zierversatz und reiches Kranzgesims aus Klinkierfries - Begründung: geschichtlich, städtebaulich - Schutzumfang: gesamtes Objekt - Denkmaltyp: Bauliche Anlage | BW              |
| 3945          | Süderstraße 48 (54° 19′ 42″ N, 8° 46′ 54″ O)        | Wohn- und Geschäftshaus              | Wohn- und Geschäftshaus; wohl 18. Jh.; langgestreckter, eingeschossiger Backsteinbau mit Satteldach und Querhaus mit Mansardgiebeldach, straßenseitige Giebel mit Ladeluken - Begründung: geschichtlich, städtebaulich - Schutzumfang: gesamtes Objekt - Denkmaltyp: Bauliche Anlage | BW              |
| 4377 Wikidata | Süderstraße 53 (54° 19′ 39″ N, 8° 46′ 57″ O)        | Ehemaliger Hafenspeicher             | ehem. Hafenspeicher; von 1866; traufständiger viergeschossiger Flachsatteldachbau mit Zwerchhaus, Ladeluken und Ziegelfassade - Begründung: geschichtlich, städtebaulich, technisch - Schutzumfang: gesamtes Objekt - Denkmaltyp: Bauliche Anlage, Sachgesamtheit: Süderbootfahrt | BW              |
| 2962 Wikidata | Tönninger Straße 14a (54° 19′ 47″ N, 8° 47′ 28″ O)  | Windmühle „Emanuel“                  | Alteintragung (Aktualisierung vorgesehen) - Begründung: Alteintragung (Aktualisierung vorgesehen) - Schutzumfang: Alteintragung (Aktualisierung vorgesehen) - Denkmaltyp: Bauliche Anlage | Fotos hochladen |

## Gründenkmale
| Objekt-ID      | Lage                                       | Offizielle Bezeichnung | Beschreibung | Bild |
| -------------- | ------------------------------------------ | ---------------------- | --- | ---- |
| 27453 Wikidata | Marienstraße (54° 19′ 53″ N, 8° 46′ 49″ O) | Friedhof               | Friedhof; 1843 angelegt; rechteckige Friedhofsfläche mit südlicher und östlicher Randallee und mittlerer Lindenallee, an der Ostseite Eingangstor mit Drehkreuz, diverse historische Grabmale, im Nordteil Ehrenmalanlage beider Weltkriege mit Findlingen und Säuleneichen - Begründung: geschichtlich, künstlerisch, städtebaulich - Schutzumfang: Friedhof, Gitter mit Drehkreuz, Alt-Lindenreihe mit Rosskastanien, Friedhofsallee (Linden), Ehrenmalanlage beider Weltkriege mit Findlingen und Säuleneichen, Baumkranz, Historische Grabmale - Denkmaltyp: Gründenkmal, Sachgesamtheit: Alter Friedhof Garding | BW   |

## Quelle
- Liste der Kulturdenkmale in Schleswig-Holstein – Kreis Nordfriesland (PDF)

- Karte mit allen Koordinaten:
- OSM |
- WikiMap